# Sistema fortificato del Golfo della Spezia
Il sistema fortificato del Golfo della Spezia è un insieme di strutture militari del XIX secolo poste a difesa del Golfo della Spezia e della costa ligure.

## Storia
Già la Repubblica di Genova aveva provveduto nel tempo ad erigere castelli e fortificazioni per proteggere dalle aggressioni via mare la città della Spezia, i  borghi rivieraschi del golfo e la costa di Levante . Queste antiche costruzioni militari erano però ormai strutturalmente inadeguate rispetto all'evoluzione delle tecnologie belliche che si era ormai verificata agli inizi del XIX secolo.
Nel 1808 lo stesso Napoleone I, pensando alla costruzionenel golfo spezzino di un arsenale nella baia del Varignano, progettava di difenderlo con moderne postazioni di artiglieria opportunamente collocate sulle alture circostanti. Anche in questa ottica nel 1812 fu realizzata una strada costiera (la cosiddetta Strada napoleonica) per collegare La Spezia a Varignano e a Portovenere.
Analogamente la decisione di Cavour di costruire l'Arsenale Militare aveva comportato la  necessità di erigere anche un moderno sistema di mura  e di forti a difesa della base navale, della città della Spezia e del suo porto. 

In relazione alla situazione politica internazionale, il complesso dei forti era cautelativamente concepito dal nuovo Regno d'Italia per contrastare attacchi provenienti sia dal mare che da terra.

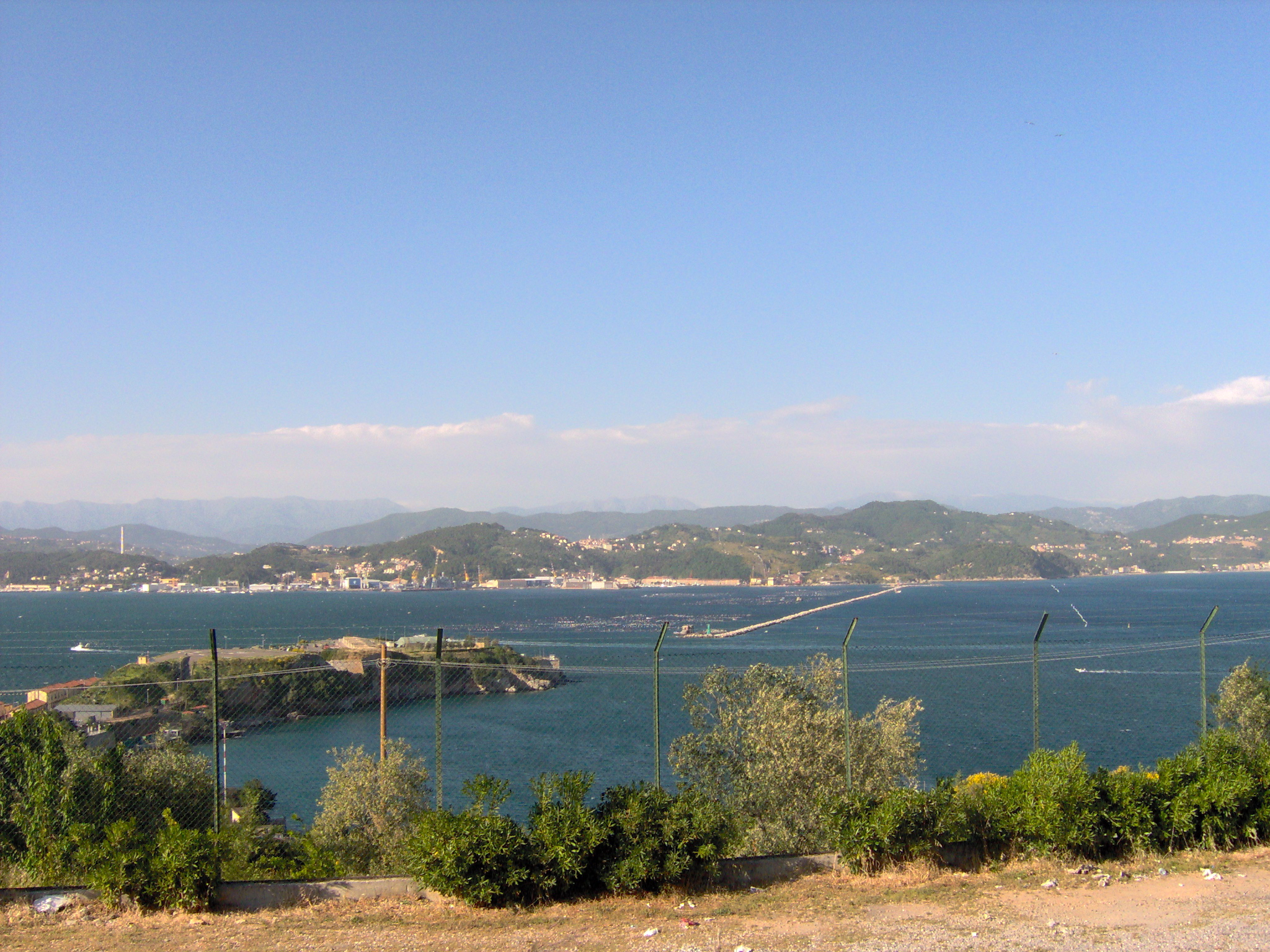
La diga foranea, tra punta S.Maria e punta S.Teresa

Così, nell’arco temporale che va dal 1859 al 1861, i primi a sorgere furono il Forte Palmaria (noto anche come Forte Cavour), e le Batterie della Castagna e del Varignano. 

Altra importante ed imponente opera fu la diga foranea (1873-1879) che consentiva di limitare e controllare gli accessi al golfo oltre a proteggerne gli approdi in caso di mare grosso . 

Negli stessi anni, dal 1870 al 1880, vennero costruiti i Forti del Muzzerone, del Pezzino Alto, del Canarbino, le Batterie di Santa Teresa Alta, di Falconara, dei Cappuccini e del Mulino a Vento. 

Nel tempo una poderosa cinta muraria venne anche costruita a difesa della città della Spezia e altre opere minori sono state realizzate ad integrazione delle strutture di principali. 
Nel corso della Seconda guerra mondiale le installazioni furono dotate anche di postazioni antiaeree. 
Oggi l’intero sistema di fortificazioni del Golfo rappresenta senza dubbio uno dei più estesi sistemi fortificati costieri d’Italia.

## I forti, le batterie e le mura difensive
- Mura difensive
- Forte Bastia
- Forte Bastione
- Forte Bramapane (Generale Montanari)
- Forte Canarbino
- Forte Castellana
- Forte Castellazzo
- Forte Cavour (Forte Palmaria)
- Forte Macé
- Forte Maralunga
- Forte Montalbano
- Forte Monte Parodi
- Forte Muzzerone
- Forte Pezzino alto
- Forte Rocchetta
- Fortezza di Santa Maria
- Forte Umberto I
- Forte Varignano
- Batteria Ammiraglio Racchia (Batteria Montenero)
- Batteria Ammiraglio Ronca
- Batteria Buonviaggio
- Batteria Cala Fornace
- Batteria dei Cappuccini
- Batteria Generale Cascino
- Batteria Domenico Chiodo
- Batteria Dante De Lutti
- Batteria Falconara
- Batteria Finocchiara
- Batteria Mulino a vento
- Batteria Monte Madonna
- Batteria Monte Santa Croce
- Batteria Monte Verrugoli
- Batteria Monte Viseggi (oggi Osservatorio astronomico)
- Batteria Mulino a vento
- Batteria Muzzerone
- Batteria Pianelloni
- Batteria Piani di Cadimare
- Batteria Querini
- Batteria Santa Maria
- Batteria Santa Teresa
- Batteria Schenello
- Batteria del Semaforo
- Batteria Valdilocchi
- Batteria del Varignano

## Galleria d'immagini

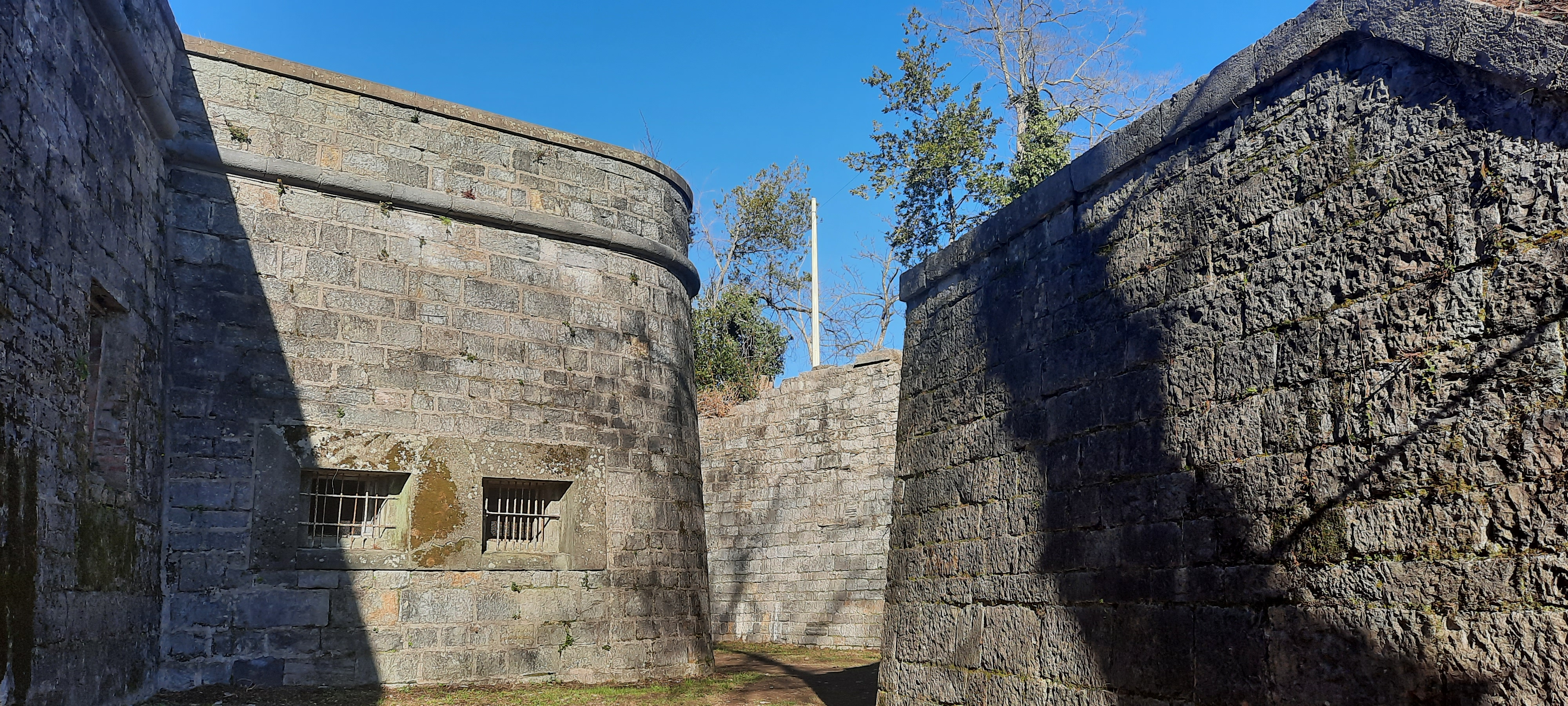
Mura a difesa della città XIX secolo
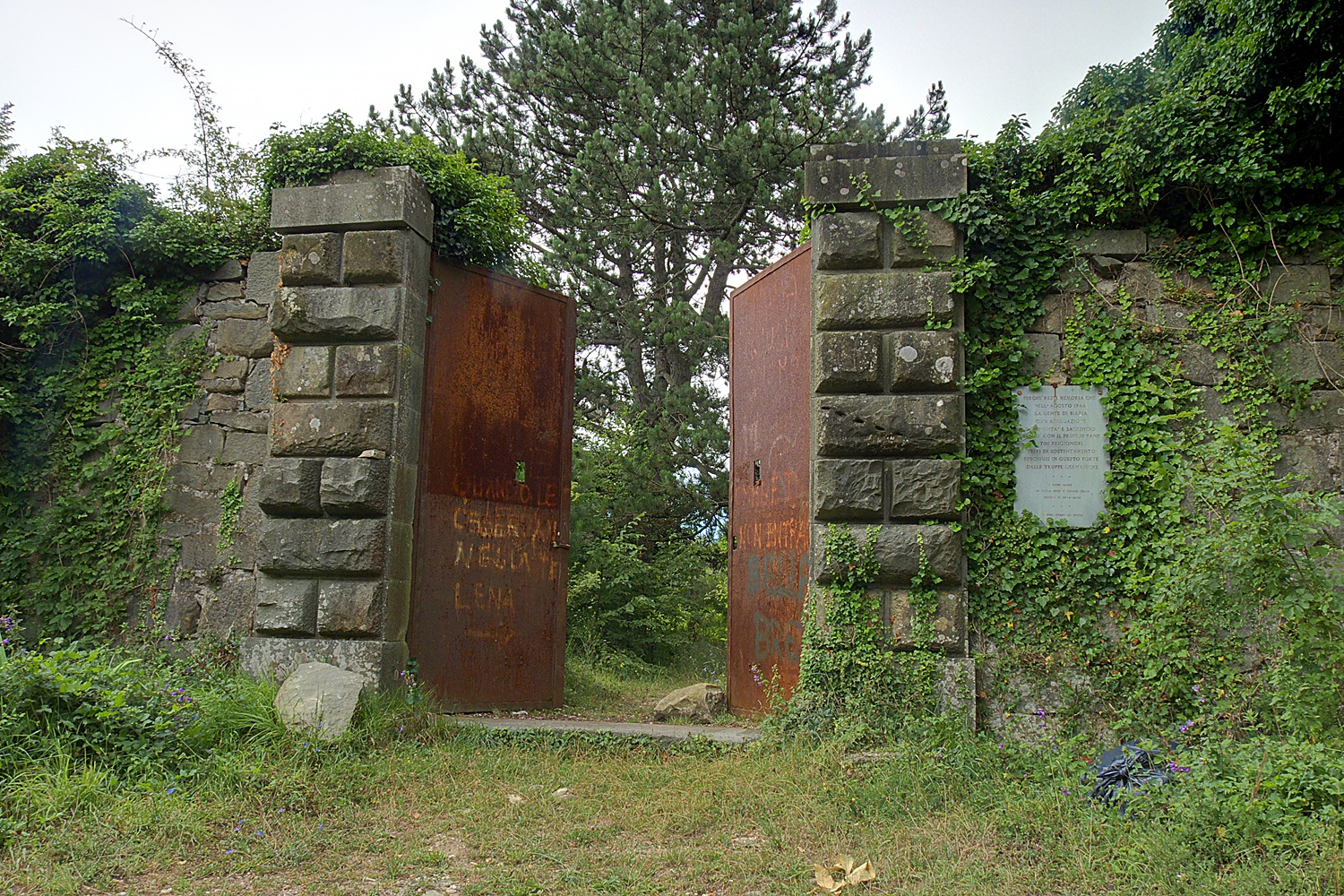
Forte Bramapane portale di accesso
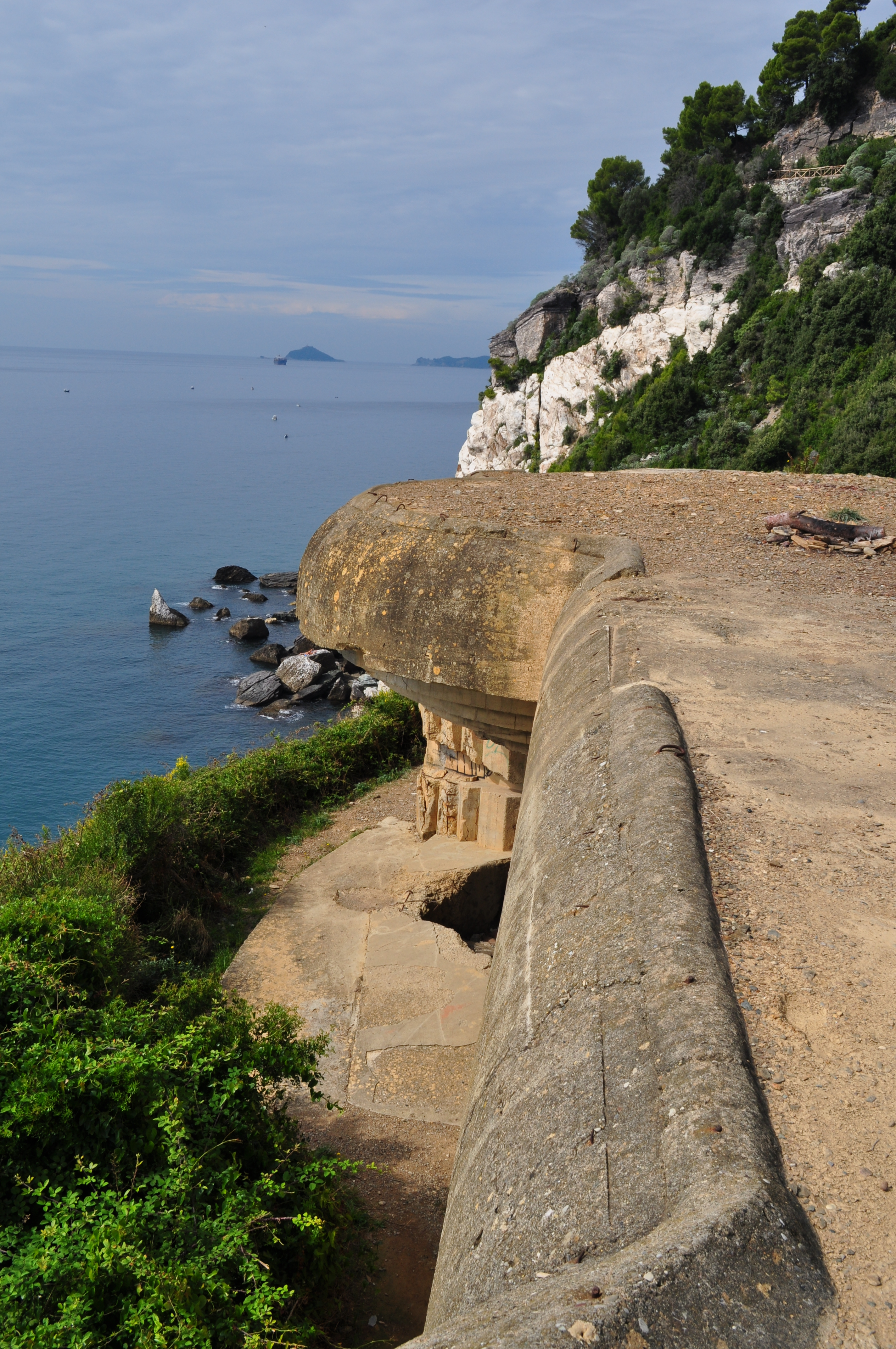
Batteria De Lutti Montemarcello
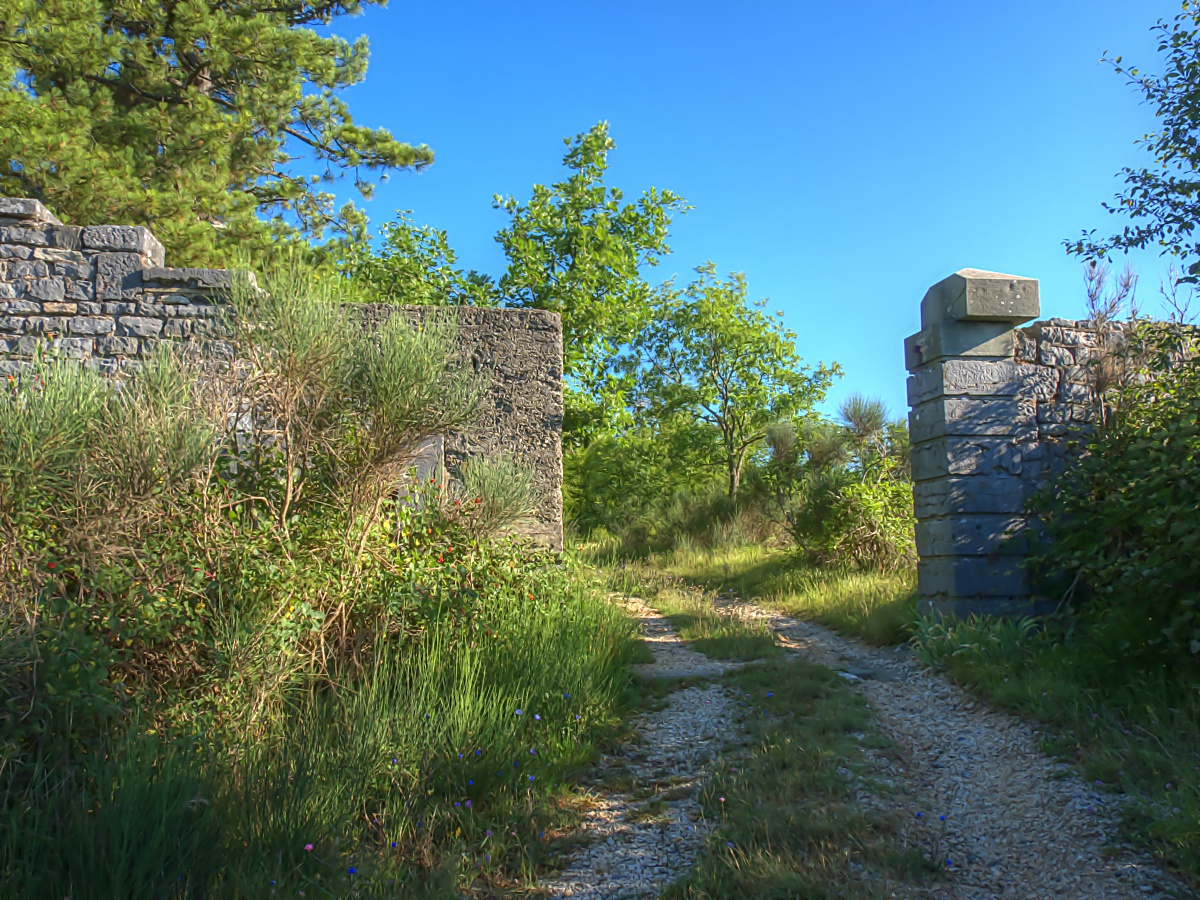
Forte Parodi portale di accesso

## I forti oggi
Le mutate esigenze di strategia militare e l’importanza dello stesso Arsenale hanno comportato l’abbandono di queste strutture. 
Tuttavia il fatto stesso di sorgere in zone panoramiche, ma interdette in quanto soggette a servitù militare, ha comportato sia la salvaguardia ecologica dei luoghi stessi che la loro protezione dalle possibili speculazioni edilizie.
Le tracce di vita quotidiana che le guarnigioni in servizio nei forti hanno lasciato nei loro ambienti sono state oggetto di recenti studi di archeologia militare.

Per il loro valore architettonico e storico i vari forti sono registrati nel Catalogo dei Beni culturali italiani
Il Forte Castellana è stato restaurato con le pietre originali e riportato in uso come centrale per ricetrasmissioni.